# Cryptopelta aster
Cryptopelta aster är en ormstjärneart som först beskrevs av George Richard Lyman 1879.  Cryptopelta aster ingår i släktet Cryptopelta och familjen Ophiodermatidae. Inga underarter finns listade i Catalogue of Life.